# Кудіш Зоя Валентинівна
Зоя Валентинівна Кудіш (25 березня 1925, Петриківка — 2 березня 1998, Саратов) — українська художниця, майстриня петриківського розпису, член Спілки художників України (1965). 
Закінчила Петриківську школу декоративного малювання у 1941. Петриківського розпису вчилася у Тетяни Пати та її дочки Векли Кучеренко
Працювала на Фабриці петриківського розпису «Дружба» у 1959—1960 роках.
Мати відомої майстрині петриківського розпису Тамари Кудіш.